# 平和町
平和町（へいわちょう）は、かつて愛知県西部にあった町。2005年（平成17年）4月1日、隣接する祖父江町とともに稲沢市へ編入され消滅した。

## 地理

### 河川
- 日光川

## 歴史
織田家出生である勝幡城があった。今では勝幡城址として石碑のみ。織田信長もこの城で生まれたのではないかという有力な説もある。信長の父信秀はこの城で生まれたとされている。
昭和30年代に佐織町への編入計画が有ったが、佐織町議会で可決されるも平和町議会で否決され、破談。

### 年表
- 1906年（明治39年）5月10日 - 中島郡六輪村・左右川村および三宅村の一部・井長谷村の一部が新設合併し平和村が発足。
- 1954年（昭和29年）4月1日 - 町制施行し平和町になる。
- 2005年（平成17年）4月1日 - 稲沢市へ編入。同日平和町廃止。

## 行政
- 町長：伊藤勇夫（1990年1月21日 - ）

## 教育
稲沢市との境界付近には愛知県立平和高等学校が存在した。

### 中学校
- 平和町立平和中学校

### 小学校
- 平和町立三宅小学校
- 平和町立法立小学校
- 平和町立六輪小学校

## 主な企業
- 豊田合成 平和町工場
- 株式会社 池戸製作所（→大里駅を参照）

## 交通

### 鉄道
- 名古屋鉄道
  - 尾西線：六輪駅

### 道路
- 一般国道
  - 国道155号
- 一般県道
  - 愛知県道121号津島稲沢線
  - 愛知県道126号給父西枇杷島線
  - 愛知県道128号給父清須線
  - 愛知県道130号馬飼井堀線
  - 愛知県道458号一宮弥富線

## 市外局番
- 平和町時代から使われていた隣接する旧佐織町と同じ0567（津島MA）が、稲沢市となった現在も使われている。

## 出身者
- 大角岑生（海軍大将、海軍大臣）
- 金田正一（元プロ野球選手）
- 横井英樹（実業家）
- 田中孝博（元愛知県議会議員）